# Петер Корнелиус
Петер Карл Аугуст Корнелиус (на немски: Peter Carl August Cornelius, * 24 декември 1824 в Майнц, † 26 октомври 1874 в Майнц) е германски композитор и поет.

## Биография
Той е син на артистите Карл Корнелиус (1793–1843) и Фридерике Корнелиус (1789-1867). Сестра му е писателката Аугусте Корнелиус (1841–1890).
Едва 19-годишен през 1843 г. Корнелиус вече е дворцов артист в Майнц. През 1844 г. отива в Берлин при чичо си, художника Петер фон Корнелиус. Следва композиция от 1845 до 1849 г. при Зигфрид Ден. През 1851 г. Корнелиус работи в Берлин като музикален критик при списанията Ехо и Модешпигел.
Чрез чичо си той се запознава през 1853 г. с унгарския композитор Ференц Лист (известен и като Франц Лист) и живее близо до него до 1858 г. във Ваймар. Първата му опера „Бръснарят от Багдад“ („Der Barbier von Bagdad“) има премиера на 15 декември 1858 г. През 1859 г. той отива във Виена, където се запознава с писателя Фридрих Хебел и композитора Рихард Вагнер. Остава във Виена до 1864 г. и придружава Вагнер през 1865 г. до Мюнхен. Там той получава почетно заплащане от крал Лудвиг II, владетел на Бавария.
На 21 май 1865 г. втората му опера „Сид“ („El Cid“), пресъздаваща мотиви от легендата за прочутия испански пълководец Диего Диас де Вивар, участник в Реконкистата, има успешна премиера. След две години Корнелиус е номиниран за доцент по реторика и учение по хармония в новооснованото Висше музикално училище в Мюнхен.
През 1867 г. Корнелиус се жени в Майнц за Берта Юнг. С нея той има една дъщеря и трима сина. Той умира на почти 50 години в родния си град на 26 октомври 1874 г. от захарен диабет. Той е погребан в главното гробище в Майнц.
Корнелиус е композитор на множество песни, на почти половината от които е и текстописец.

## Избрани творби
- Бръснарят от Багдад, опера буфа (1858)
- Brautlieder (1856)
- Коледни песни, Op. 8 (1856)
- Сид, опера (1865)
- Stabat mater за солисти, хор и оркестър (1849)
- Requiem („Seele, vergiß sie nicht“), по стихотворение на Хебел (1872)
- Струнни квартети
- Gunlöd, незавършена опера в три действия (1869–1874) по текст от Еда (1906)
- Меса в D minor, CWV 91 за двама солисти, хор и орган, струнни